# Dierwilla
Dierwilla, zadrzewnia (Diervilla Mill.) – rodzaj roślin z rodziny przewiertniowatych Caprifoliaceae (w niektórych systemach klasyfikacyjnych wyodrębniany w rodzinę Diervillaceae). Należą do niego trzy gatunki i jeden mieszaniec międzygatunkowy. Występują we wschodniej części Ameryki Północnej, na obszarze od Nowej Fundlandii po Alabamę i Georgię. Rozpowszechnione zostały w uprawie jako rośliny ozdobne sadzone w parkach i ogrodach. 

## Morfologia
PokrójKrzewy zrzucające liście na zimę. Osiągają do 2 m wysokości. Ich pędy są wyprostowane. Tworzą odrosty z korzeni.
LiściePojedyncze, nakrzyżległe, zwykle z nielicznymi ząbkami na brzegu blaszki i długo zaostrzone na jej szczycie. Są krótkoogonkowe (D. lonicera) lub siedzące (pozostałe gatunki). Osiągają do 15–20 cm długości.
KwiatyZebrane parami, po trzy lub w większych skupieniach w kątach liści albo w szczytowych kwiatostanach na jednorocznych pędach. Są bezwonne, koloru żółtego lub zielonkawożółtego. Kielich podzielony na 5 wąskich działek. Korona złożona z 5 płatków, u nasady tworzy rurkę, a na końcu – dwie wargi. Pręcików jest 5, dłuższych od rurki korony. Zalążnia dolna i dwukomorowa, zawiera liczne zalążki. Szyjka słupka pojedyncza, zwieńczona główkowatym znamieniem.
OwoceTorebki dwukomorowe o długości od 6 do 12 mm, na szczycie z zachowanym trwałym kielichem, zawierające liczne i drobne nasiona.

## Systematyka
Pozycja w systemach APG III (2009) i APG IV (2016)
Rodzaj z podrodziny Diervilloideae Rafinesque, przedstawiany w nim jako siostrzany względem rodzaju krzewuszka Weigela. Oba jako podrodzina Diervilloideae stanowią klad bazalny w obrębie rodziny przewiertniowatych Caprifoliaceae. 
Pozycja w systemie APG II (2003)
Rodzaj ten był umiejscowiony w rodzinie Diervillaceae Pyck, w rzędzie szczeciowców (Dipsacales Dumort.).
Pozycja w systemie Reveala
Gromada okrytonasienne (Magnoliophyta Cronquist), podgromada Magnoliophytina Frohne & U. Jensen ex Reveal, klasa Rosopsida Batsch, podklasa dereniowe (Cornidae Frohne & U. Jensen ex Reveal, nadrząd Dipsacanae Takht., rząd szczeciowce Dumort., rodzina przewiertniowate (Caprifoliaceae Juss.), podrodzina Loniceroideae Kostel., rodzaj zadrzewnia (Diervilla Mill.).
Wykaz gatunków
- Diervilla lonicera Mill. – dierwilla kanadyjska
- Diervilla rivularis Gatt. – dierwilla nadbrzeżna
- Diervilla sessilifolia Buckley – dierwilla bezogonkowa
- Diervilla ×splendens (Carriere) G. Kirchn. – dierwilla okazała

## Zastosowanie
Są uprawiane jako rośliny ozdobne, głównie w parkach i jako rośliny okrywowe. Dzięki tworzonym odrostom nadają się do umocnienia przeciwpowodziowego koryt rzek. Mają małe wymagania glebowe, rosną nawet na bardzo jałowej. Są też bardzo odporne na mróz. Mogą rosnąć zarówno w pełnym słońcu, jak i w półcieniu. Przycięcie krzewu po przekwitnieniu powoduje, że w następnym sezonie wegetacyjnym obficiej kwitną. Rozmnaża się je przez sadzonki pędowe lub przez podział bryły korzeniowej.